# Leväjärvi (sjö i Norra Karelen)
Leväjärvi är en sjö i Finland. Den ligger i kommunen Nurmes i landskapet Norra Karelen, i den centrala delen av landet, 500 km nordost om huvudstaden Helsingfors. Leväjärvi ligger 223 meter över havet. Den är 7,1 meter djup. Arean är 39 hektar och strandlinjen är 4,46 kilometer lång. Sjön  ingår i Vuoksens huvudavrinningsområde.   I omgivningarna runt Leväjärvi växer i huvudsak barrskog.